# Micralarctia
Micralarctia é um género de traça pertencente à família Arctiidae.